# Collado Villalba
Collado Villalba là một đô thị trong Cộng đồng Madrid, Tây Ban Nha. Đô thị Collado Villalba có diện tích 26,5 km², dân số theo điều tra năm 2010 của Viện thống kê quốc gia Tây Ban Nha là 59.900 người. Đô thị Collado Villalba nằm ở khu vực có độ cao 917 mét trên mực nước biển. Cự ly so với Madrid là 40 km.